# Kostiantin Starovitski
Kostiantin Starovitski (en ucraniano: Костянтин Геннадійович Старовицький; Jerson, Unión Soviética, 30 de octubre de 1982 - Kramatorsk, Ucrania, 6 de abril de 2023) fue un músico ucraniano, conocido por haber sido el director de orquesta de la Ópera de Kiev.

## Biografía
Kostiantin Starovitski nació en Jerson. Se formó musicalmente en la Academia Nacional de Música de Ucrania. Starovitski estaba casado y tenía una hija.
Fue director de orquesta de la Ópera Nacional de Ucrania en Kiev, con la que representaría la ópera cómica Rita de Donizetti. Starovitski fue nominado a cuatro premios de teatro del Pectoral de Kiev 2016 por la obra, de la que era codirector y traductor al ucraniano. También formaba parte de la Orquesta de Viento de la Academia Nacional de Ciencias de Ucrania.
Desde los primeros días de la invasión rusa de Ucrania ingresó en el ejército, inicialmente defendiendo su ciudad natal, Brovarí, como fusilero y posteriormente en el óblast de Járkov. Falleció a los 40 años en una acción militar en el frente en las cercanías de Kramatorsk.